# Светско првенство у скоковима у воду 2019 — екипно
Такмичење у скоковима у воду у екипној конкуренцији на Светском првенству у скоковима у воду 2019. одржано је 16. јула 2019. године као део програма Светског првенства у воденим спортовима. Такмичења су се одржала у базену Општинског центра за водене спортове у Квангџуу у Јужној Кореји.
Учестовало је укупно 16 парова из исто толико земаља, а сви парови наступили су директно у финалу. Златну медаљу је освојио кинески тим који су чинили Јанг Ђен и Лин Шан, што је било прво злато за кинеске скакаче у овој дисциплини у историји светских првенстава. Сребро је припало руском двојцу Сергеј Назин−Јулија Тимошињина, док су бронзану медаљу освојили репрезентативци сједињених Држава Ендру Капобјанко и Катрина Јанг.

## Освајачи медаља
|                           | Резултат |                                           | Резултат |                                                    | Резултат |
|                           |          |                                           |          |                                                    |          |
| Кина · Јанг Ђен · Лин Шан | 342,00   | Русија · Сергеј Назин · Јулија Тимошињина | 311,10   | Сједињене Државе · Ендру Капобјанко · Катрина Јанг | 294,90   |

## Резултати
У екипним скоковима се такмичило укупно 16 тимова, састављених од по једног мушког и женског такмичара. Такмичарски програм се одржао 16. јула, у вечерњем делу програма  
са почетком од 20:45 часова.
Скакало се укупно 6 серија тежински различитих скокова. Сваки од такмичара скакао је укупно по 3 скока, а скокови су се изводили са даске са висине од 3 метра и са торња са висине од 10 метара. Сваки од такмичара био је у обавези да скаче по један скок или са торња или са даске, док је преостала два скока изводио са позиције која му је више одговарала (укупно је свака екипа морала да изведе по 3 скока са торња и са даске).
| Пласман | Репрезентација   | Скакачи                            | Бодови |
| ------- | ---------------- | ---------------------------------- | ------ |
|         | Кина             | Јанг Ђен Лин Шан                   | 416,65 |
| 2       | Русија           | Сергеј Назин Јучија Тимошињина     | 390,05 |
| 3       | Сједињене Државе | Ендру Капобјанко Катрина Јанг      | 357,60 |
| 4.      | Малезија         | Чев Јивеј Леонг Мун Ји             | 347,80 |
| 5.      | Аустралија       | Касијел Русо Лора Хингстоун        | 329,30 |
| 6.      | Велика Британија | Рос Хезлам Иден Ченг               | 327,90 |
| 7.      | Колумбија        | Себастијан Виља Дијана Пинеда      | 325,40 |
| 8.      | Немачка          | Ларс Ридигер Марија Курјо          | 324,50 |
| 9.      | Украјина         | Алексеј Середа Ана Арнаутова       | 323,20 |
| 10.     | Мексико          | Иван Гарсија Паола Еспиноза        | 319,55 |
| 11.     | Шведска          | Винко Параџик Елен Ек              | 315,65 |
| 12.     | Куба             | Карлос Рамос Анислеј Гарсија       | 306,60 |
| 13.     | Италија          | Рикардо Ђованини Кјара Пелакани    | 301,05 |
| 14.     | Венецуела        | Оскар Ариза Марија Бетанкур        | 294,00 |
| 15.     | Бразил           | Исак Соза Тами Такаги              | 287,10 |
| 16.     | Тајланд          | Титипом Марксин Раманја Јанмонгкон | 238,70 |